# Kronozoner
Kronozoner er en alternativ eller supplerende tidsopdeling af Danmarks oldtid og nutid baseret på klimaets udvikling efter sidste istid. Omtales også som Blytt-Sernander systemet efter nordmanden Axel Gudbrand Blytt (botaniker, geolog) og svenskeren Rutger Sernander (botaniker, geolog, arkæolog) der beskrev en række pollenzoner baseret på analyser af danske tørvemoser.

## Dryas-tid
Perioderne kaldet ældste, ældre og yngre dryas var kuldeperioder hvor Danmark ikke var isdækket, men hvor det var for koldt for træer og Danmark derfor var dækket af tundra. Perioderne er opkaldt efter planten Rypelyng, der på latin hedder Dryas - en plante der både dengang og nu var meget udbredt på tundraen. Imellem disse køligere perioder, lå 2 mildere perioder kaldet Bøllingtid og Allerødtid. Fra Allerødtiden kendes Brommekulturen. 
- Kronozone: Ældste dryas ca. 17.000 – 12.800 f.Kr.
- Kronozone: Bøllingtid og Ældre dryas 12.800 – 11.800 f.Kr.
  - Hamburgkultur 12.800-12.000 f.Kr.
  - Federmesserkultur 12.000-11.400 f.Kr.
- Kronozone: Allerødtiden 11.800-10.600 f.Kr.
  - Brommekultur 11.400-11.000 f.Kr.
- Kronozone: Yngre dryas 10.750-9.550 f.Kr. Sidste (korte) kuldeperiode.
  - Ahrensburgkultur 10.500-9.000 f.Kr.

Med Yngre dryas afsluttedes den geologiske epoke Pleistocæn og den sidste rest af Weichsel-istiden

## Fyrretid
Klimaet var nu blevet så mildt at træer efterhånden indfandt sig, men der skulle stadig gå mange tusinde år før Danmark egentlig blev skovdækket. Hermed indledtes den geologiske epoke der kaldes Holocæn og den såkaldte Flandern-mellemistid - begge perioder som vi stadig lever i. Det blev også begyndelsen på den Ældre stenalder i Danmark, også kaldet mesolitikum. I det meste af tiden var Danmark stadig yderst sparsomt befolket, men menneskerne fra skovjægerkulturen Maglemosekultur var boede nu hele året i Danmark.
- Kronozone: Præboreal tid 9.300-7.900 f.Kr., også kaldet Birke-fyrretid
- Kronozone: Boreal tid 7.900-7.000 f.Kr., også kaldet Hassel-fyrretid

## Ældre lindetid
Ca. 7.000 f.Kr. startede den atlantiske varmetid hvor klimaet var varmere end i dag. Nu indvandrede de store løvtræer som Skov-Elm, Eg og Ask og Danmark blev dækket af klimaks-urskov fra kyst til kyst, en tæt mørk skov med ringe vegetation i skovbunden. I denne periode flyttede menneskene ud til kysten, og først møder vi overgangskulturen Kongemosekultur og senere kystjægerkulturen Ertebøllekultur, der bl.a. er kendt for køkkenmøddinger.
- Kronozone: Atlantisk tid 7.000-3.900 f.Kr.

## Yngre lindetid
Klimaet blev køligere, men var stadig varmere end i dag. Menneskene blev nu bofaste. Landbruget holdt sit indtog med bondestenalderen (neolitikum) der i denne periode afløstes af bronzealderen
- Kronozone: Subboreal tid 3.900-500 f.Kr.

## Bøgetid
I denne sidste kronozone finder vi Jernalderen og Historisk tid
- Kronozone: Subatlantisk tid fra 500 f.Kr. til nu

## Skematisk
Herunder en skematisk præsentation af udviklingen. Se også Det danske kulturlandskabs udvikling.
| Danmark i Sen Pleistocæn og Holocæn | Danmark i Sen Pleistocæn og Holocæn | Danmark i Sen Pleistocæn og Holocæn | Danmark i Sen Pleistocæn og Holocæn | Danmark i Sen Pleistocæn og Holocæn |
| ----------------------------------- | ----------------------------------- | ----------------------------------- | ----------------------------------- | ----------------------------------- |
| Epoke                               | Istid                               | Vegetation                          | Kronozone                           | Kulturhistorisk                     |
| Sen Pleistocæn                      | Eem-mellemistiden                   | Tæt løvskov                         |                                     |                                     |
| Sen Pleistocæn                      | Tidlig Weichsel                     | Iskappe / Tundra                    |                                     |                                     |
| Sen Pleistocæn                      | Mellem Weichsel, Højglacial         | Højarktisk tundra                   | Mammutsteppe                        |                                     |
| Sen Pleistocæn                      | Mellem Weichsel, Højglacial         | Iskappe                             | Jylland-stadialen                   |                                     |
| Sen Pleistocæn                      | Sen Weichsel, Senglacial            | Tundra                              | Ældste dryas                        |                                     |
| Sen Pleistocæn                      | Sen Weichsel, Senglacial            | Parktundra                          | Bøllingtid                          | Ældste stenalder Rensdyrtid         |
| Sen Pleistocæn                      | Sen Weichsel, Senglacial            | Parktundra                          | Allerødtid                          | Ældste stenalder Rensdyrtid         |
| Sen Pleistocæn                      | Sen Weichsel, Senglacial            | Tundra                              | Yngre dryas                         | Ældste stenalder Rensdyrtid         |
| Holocæn                             | Flandern- mellemistid, Postglacial  | Birke-fyrretid                      | Præboreal tid                       | Ældre stenalder                     |
| Holocæn                             | Flandern- mellemistid, Postglacial  | Hassel-fyrretid                     | Boreal tid                          | Ældre stenalder                     |
| Holocæn                             | Flandern- mellemistid, Postglacial  | Ældre lindetid                      | Atlantisk tid                       | Ældre stenalder                     |
| Holocæn                             | Flandern- mellemistid, Postglacial  | Yngre lindetid                      | Subboreal tid                       | Yngre stenalder                     |
| Holocæn                             | Flandern- mellemistid, Postglacial  | Yngre lindetid                      | Subboreal tid                       | Bronzealder                         |
| Holocæn                             | Flandern- mellemistid, Postglacial  | Bøgetid, Kultursteppe               | Subatlantisk tid                    | Jernalder                           |
| Holocæn                             | Flandern- mellemistid, Postglacial  | Bøgetid, Kultursteppe               | Subatlantisk tid                    | Vikingetid                          |
| Holocæn                             | Flandern- mellemistid, Postglacial  | Bøgetid, Kultursteppe               | Subatlantisk tid                    | Middelalder                         |
| Holocæn                             | Flandern- mellemistid, Postglacial  | Bøgetid, Kultursteppe               | Subatlantisk tid                    | Reformation og Enevælde             |
| Holocæn                             | Flandern- mellemistid, Postglacial  | Bøgetid, Kultursteppe               | Subatlantisk tid                    | Demokrati og Industrialisering      |
| Holocæn                             | Flandern- mellemistid, Postglacial  | Bøgetid, Kultursteppe               | Subatlantisk tid                    | Systemskifte og Verdenskrigene      |
| Holocæn                             | Flandern- mellemistid, Postglacial  | Bøgetid, Kultursteppe               | Subatlantisk tid                    | Efterkrigstiden og Nyeste tid       |